# توماس آر. اینسل
توماس رولاند اینسل (متولد ۱۹ اکتبر ۱۹۵۱) یک عصب‌پژوه، روانپزشک، کارآفرین و نویسنده‌ی آمریکایی است که در سال‌های ۲۰۰۲ تا نوامبر ۲۰۱۵ موسسه‌ی ملی سلامت روان آمریکا (NIMH) را مدیریت کرده است. پس از آن در سال‌های ۲۰۱۵ تا ۲۰۱۷ مدیریت تیم سلامت روان در وریلی (با نام قبلی علوم زیستی گوگل) را به عهده داشته است. در ۲۰۱۷ او ‌ماینداسترانگ هلث (‌Mindstrong Health) را به همراه دیگران بنیان نهاد. هدف این استارتاپ تولید ابزار برای افراد با بیماری روان حاد است. سپس در ۲۰۲۰ او  هیومنست کر (Humanest Care) را هم-بنیان نهاد که یک بستر آنلاین برای درمان بیماری‌های روانی است. از مه ۲۰۱۹، او مشاور مخصوص فرماندار کالیفرنیا، گوین نیوسام، و رئیس هیئت مدیره‌ی موسسه‌ی اشتاین‌برگ در ساکرامنتوی کالیفرنیا بوده است. به تازگی، او به همراه چند خبرنگار مایندسایت نیوز (Mindsight News) را بنیان نهاده است. این وب‌سایت یک انتشارات دیجیتال غیرانتفاعی است که مسائل مربوط به سلامت روان را پوشش می‌دهد. توماس اینسل همچنین عضو آکادمی ملی پزشکی است و جوایز ملی و بین‌المللی متعددی از جمله مدارک افتخاری در آمریکا و اروپا دریافت کرده است.

## مراجع
1. ↑  "Medical Board of California Licensing Details for G 30484 - Insel, Thomas Roland". California Department of Consumer Affairs License Search Results. California DCA. Retrieved 30 Dec 2019.
2. ↑  «MindSite News Home». MindSite News (به انگلیسی). دریافت‌شده در ۲۰۲۲-۰۵-۰۹.
3. ↑  «About». Thomas Insel, MD (به انگلیسی). دریافت‌شده در ۲۰۲۲-۰۵-۰۹.